# Philautus hainanus
Philautus hainanus är en groddjursart som beskrevs av Liu, Wu in Liu, Wang, Lu, Zhao, Che och Wu 2004. Philautus hainanus ingår i släktet Philautus och familjen trädgrodor. Inga underarter finns listade i Catalogue of Life.